# Instituto de Matemática, Estatística e Computação Científica da Unicamp

O Instituto de Matemática, Estatística e Computação Científica (IMECC) é uma das unidades da Universidade Estadual de Campinas (UNICAMP).

## O instituto
O IMECC é o instituto responsável pelos cursos de graduação em Estatística, Matemática e Matemática Aplicada. Também ministra todas as disciplinas de estatística e matemática para os diversos cursos das áreas de exatas, tecnológicas e biológicas da UNICAMP.
O Instituto possui cinco programas de Pós-graduação que oferecem os títulos de Mestre e Doutor: Matemática, Matemática Aplicada, Estatística, ensino de matemática e Matemática Computacional. Os três programas têm recebido, ao longo de suas existências, excelentes avaliações dos órgãos governamentais responsáveis pelo acompanhamento dos programas de pós-graduação do país. Na última avaliação da CAPES o programa de Matemática obteve a nota máxima 7, o programa de Matemática Aplicada obteve nota 6, enquanto que o de Estatística obteve nota 5.

## Departamentos
O Instituto de Matemática, Estatística e Computação Científica possui hoje três departamentos. São eles: Departamento de Matemática (DM), Departamento de Matemática Aplicada (DMA) e Departamento de Estatística (DE), tendo como objetivos o desenvolvimento da Matemática através das atividades de pesquisa, formação de profissionais nas várias áreas da Matemática, Estatística, aplicações e prestação de serviços de ensino da Matemática. Além disso, são vários os projetos de cooperação nacionais e internacionais de que participam seus docentes.

## Áreas de pesquisa

### Departamento de Matemática
- Álgebra
- Análise funcional
- Holomorfia e Teoria da aproximação
- Análise harmônica
- Análise real
- Equações diferenciais e sistemas dinâmicos
- Geometria, topologia e educação matemática.

### Departamento de Matemática Aplicada
- Análise aplicada
- Análise numérica
- Biomatemática
- Combinatória e teoria de números
- Física matemática
- Geofísica computacional
- Métodos computacionais de otimização
- Pesquisa operacional
- Tratamento matemático de imagens e inteligência computacional

### Departamento de Estatística
- Bioestatística
- Estatística computacional
- Estatística matemática
- Inferência e métodos estatísticos
- Modelos lineares e planejamento de experimentos
- Probabilidade e processos estocásticos

## Laboratórios de pesquisa
O IMECC conta com 7 laboratórios de pesquisa:
- LabCSD — Laboratório de Controle e Sistemas Dinâmicos
- EPIFISMA — Epidemiologia e Fisiologia Matemática
- LCP — Laboratório de Computação Paralela
- LGC — Laboratório de Geofísica Computacional
- LMDC — Laboratório de Matemática Discreta e Códigos
- MiLAB — Laboratório de Tratamento Matemático de Imagens e Inteligência Computacional
- LPOO — Laboratório de Pesquisa Operacional e Otimização

## Cursos

### Graduação
Atualmente o IMECC oferece 4 cursos de graduação: Bacharelado em Matemática, Licenciatura em Matemática, Bacharelado em Matemática Aplicada e Computacional e Bacharelado em Estatística.

### Pós-Graduação
O IMECC possui os seguintes programas de Pós-Graduação: Mestrado e Doutorado em Matemática (Capes 7 - 2013), Mestrado e Doutorado em Matemática Aplicada (Capes 6 - 2013), Mestrado e Doutorado em Estatística (Capes 5 - 2013), Mestrado Profissional em Matemática (Capes 4 - 2013) e o PROFMAT.